# Friedrich Mohs
Carl Friedrich Christian Mohs (n. 29 ianuarie 1773, Gernrode, Saxonia-Anhalt, Germania – d. 29 septembrie 1839, Agordo, Veneto, Italia) a fost un mineralog german care a stabilit gradul de duritate a mineralelor în baza scării de duritate Mohs.
Mohs a studiat matematică, fizică și chimie la Universitatea "Martin Luther" din Halle (Saale). La academia din Freiberg își completează cunoștințele din domeniul mecanicii. Unul dintre profesorii să din Freiberg a fost mineralogul Abraham Gottlob Werner (1749-1817). În 1801 Mohs lucrează și cercetează în Neudorf (munții Harz), iar în 1802 sortează în Viena colecția lui petrografică. În anul 1812 devine profesor de mineralogie la Muzeul "Johannes" din Graz, în această perioadă stabilește „Scara de duritate Mohs” a mineralelor, scară acceptată pe plan internațional. Modul de clasificare a mineralelor pe care l-a propus se baza în mod deosebit pe proprietățile fizice (precum formă, duritate, consistență, greutate specifică), în contrast cu clasificările colegilor contemporani, care puneau accent pe compoziția chimică a mineralului. Ajuns în 1826 în Viena, ține o serie de cursuri de mineralogie, iar 1835 părăsește cabinetul de mineralogie fiind ales în Colegiul montan. Mohs moare în anul 1839 într-o călătorie în Italia, de unde este adus și înmormântat la Viena.